# Discografia dei Pop Will Eat Itself

## Album

### Album in studio
- 1987 – Box Frenzy
- 1989 – This Is The Day...This Is The Hour...This Is This!
- 1990 – Cure For Sanity
- 1992 – The Looks Or The Lifestyle?
- 1993 – At Weirds Bar And Grill
- 1994 – Dos Dedos Mis Amigos
- 1994 – Two Fingers My Friend! (album di remix)
- 2011 – New Noise Designed By A Sadist
- 2014 – Reclaim the Game (Funk FIFA)
- 2015 – Anti-Nasty League

### Album dal vivo
- 1993 – Weird's Bar and Grill
- 1997 – The Radio 1 Sessions 1986-87
- 2005 – Reformation: Nottingham Rock City 20.01.05
- 2005 – Reformation: Birmingham Carling Academy 22.01.05
- 2005 – Reformation: Birmingham Carling Academy 23.01.05
- 2005 – Reformation: London Shepherds Bush Empire 24.01.05
- 2005 – Reformation: London Shepherds Bush Empire 25.01.05
- 2012 – On Patrol in the UK 2012

### Raccolte
- 1988 – Now for a Feast!
- 1993 – 16 Different Flavours of Hell
- 1996 – Wise Up Suckers
- 2002 – PWEI Product 1986-1994
- 2008 – The Best ff

## Extended play
- 1986 – 2000 Light Ales from Home
- 1986 – The Poppies Say GRRrrr!
- 1986 – Poppiecock
- 1989 – Very Metal Noise Pollution
- 1994 – Amalgamation
- 2014 – Watch The Bitch Blow

## Singoli
- 1987 – Sweet Sweet Pie
- 1987 – Love Missile F1-11
- 1987 – Beaver Patrol
- 1988 – There Is No Love Between Us Anymore
- 1988 – Def. Con. One
- 1989 – Can U Dig It?
- 1989 – Wise Up! Sucker
- 1990 – Touched by the Hand of Cicciolina
- 1990 – Dance of the Mad Bastards
- 1991 – X Y & Zee
- 1991 – 92 Degrees
- 1991 – Another Man’s Rhubarb
- 1992 – Karmadrome/Eat Me Drink Me Love Me
- 1992 – Bulletproof!
- 1993 – Get The Girl! Kill The Baddies!
- 1993 – R.S.V.P./Familius Horribilus
- 1994 – Ich Bin Ein Auslander
- 1994 – Everything's Cool
- 2010 – Axe of Men 2010
- 2011 – Chaos & Mayhem
- 2012 – Disguise
- 2014 – Watch The Bitch Blow
- 2014 – Reclaim The Game (Funk FIFA)
- 2015 – Digital Meltdown

## Videografia

### Album video
- 1991 – Unspoilt by Progress
- 2005 – Reformation: Birmingham Carling Academy 23.01.05